# 拉科夫尼克縣

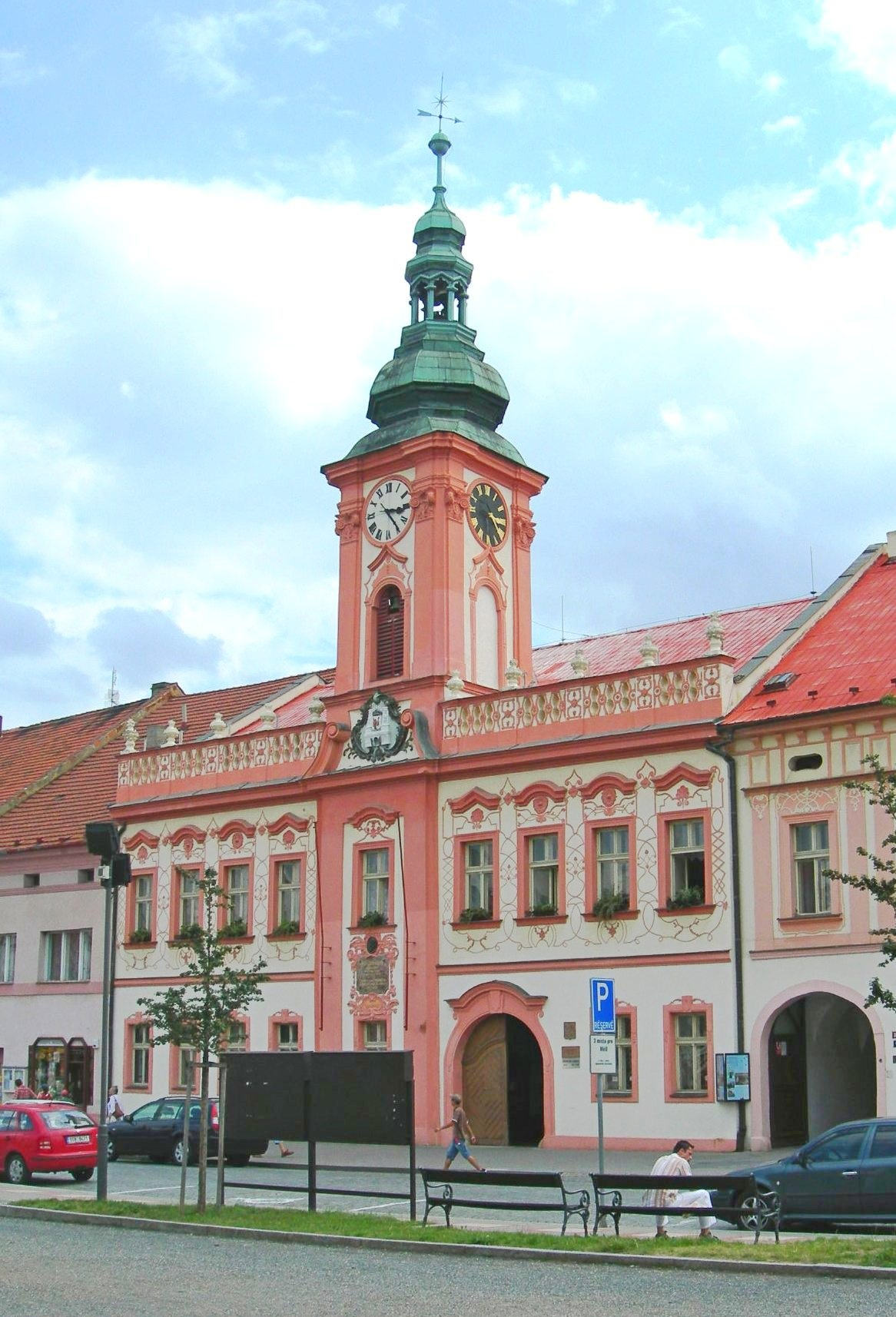

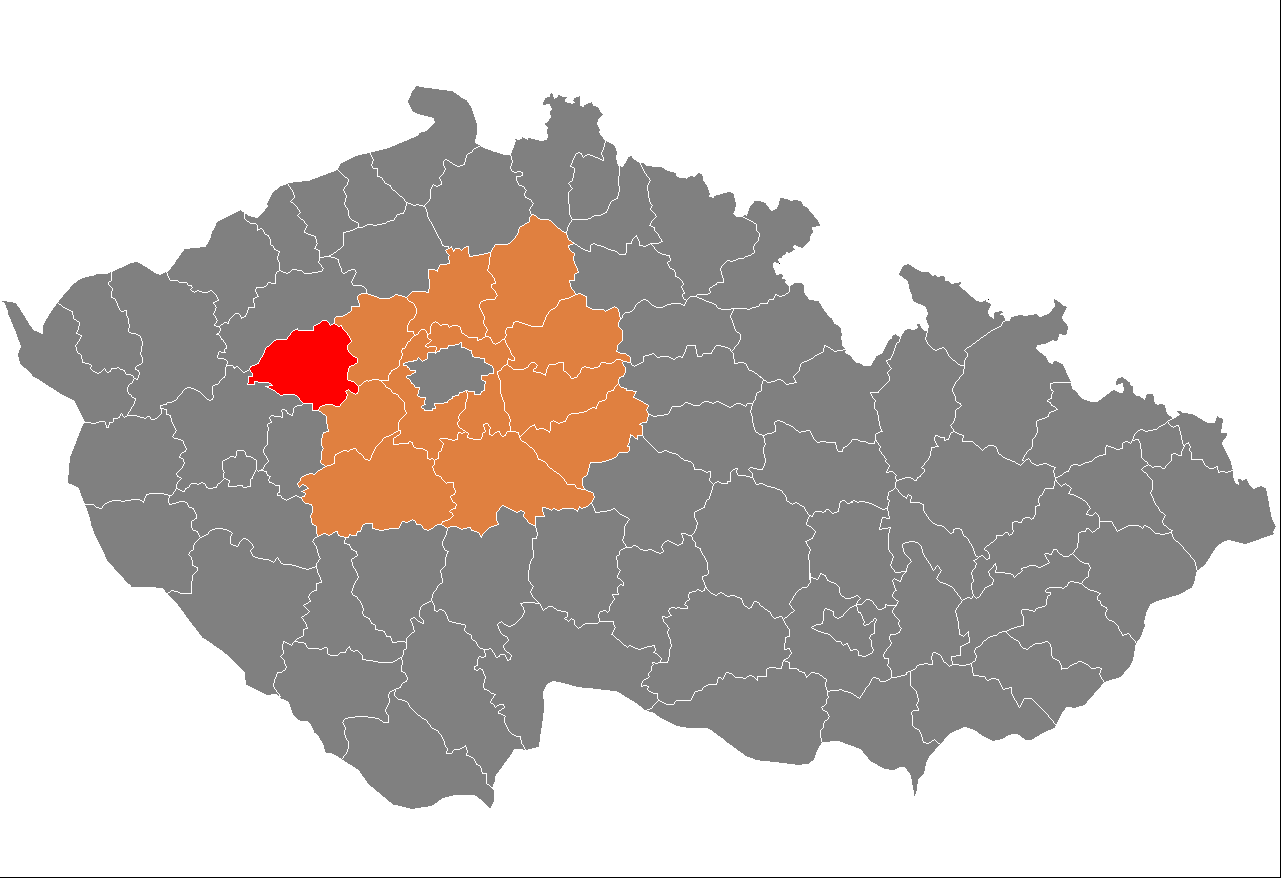

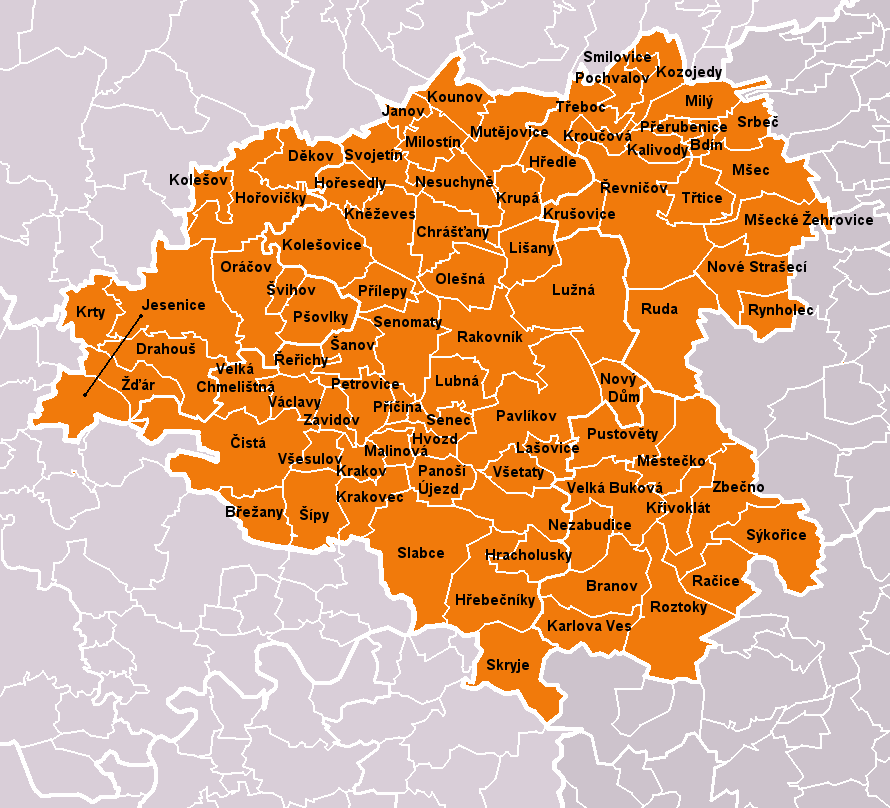

50°06′15″N 13°43′54″E / 50.10417°N 13.73167°E
拉科夫尼克縣（捷克語：Okres Rakovník），是捷克的縣份，位於該國中部，由中波希米亞州負責管轄，首府設於拉科夫尼克，面積896平方公里，2007年人口52,703，人口密度每平方公里59人。